# 新日本プロレス大作戦DX
『新日本プロレス大作戦DX　NEW JAPAN PRO-WRESTLING MISSION IMPOSSIBLE』（しんにほんプロレスだいさくせんデラックス　ニュージャパン・プロレスリング・ミッション・インポッシブル）は、新日本プロレス所属選手が様々な世界平和を脅かすミッションに挑戦し、平和を守るというバラエティ番組。通称は旧番組名でもある新日本プロレス大作戦。2013年にFIGHTING TV サムライで放送開始。NOTTVでも閉局まで放送。また、不定期で特別編がYouTubeで配信されている。

## 概要
CS放送局FIGHTING TV サムライ制作のオリジナル番組として2013年10月7日に放送開始。最新回放送後はNOTTVでも放送。スパイ大作戦をオマージュしており、番組冒頭でミッションが報告され、MCのユリオカ超特Q率いる新日本プロレス選抜チームがミッションをクリアしていくという内容。「体育会系バラエティー」とも呼称される。
2014年9月29日に最終回を迎えるが、翌週2014年10月8日には「新日本プロレス大作戦DX」として一部リニューアルの上、再スタート。ナンバリングも1からとなり、第4回までは真壁刀義と本間朋晃、オカダ・カズチカと外道が新タイトル名を決め合い、新たなテーマ曲やタイトルロゴの制作を頼みに行くという体制を整えるための内容となった。以降、冒頭のミッションを主要ゲストレスラーがコールするようになり、また一部J:COMでの放送も開始された。
サムライ版は原則水曜23：30 - 24:00に初回放送しているが、特別番組や試合中継等により放送できない場合、リピート放送の時間などに振り替えられている。DX以降は原則1つのミッションを2週にわたり遂行していく。
本間朋晃など、当番組からキャラクターが浸透し、地上波バラエティーに進出していった選手も多い。

## 出演者
レギュラーMC
- ユリオカ超特Q

ナレーション
- 鈴夏あや[3]

## 複数回行われた過去のコーナー
- スイーツで丸め込め!大作戦

真壁刀義と本間朋晃のコンビで指定された人物をスイーツでもてなすミッション。
- 大プロレス祭りを盛り上げろ!大作戦

ビッグマッチ前夜祭の様子を体験リポートしていくミッション。イラストレーター・二階堂綾乃ｖｓキャプテン・ニュージャパンの抗争が生まれ、別の回で仲直り企画も行われた。
- 秋葉原にまつわる大作戦

獣神サンダー・ライガーが案内されたり、逆にアキバ系を自認する岡智之がお気に入りの店を案内するなど、秋葉原にまつわるミッション。
- 会場周辺徹底ガイド

ビッグマッチを前に、会場までの道のりを案内するとともに、周辺を散策するミッション。特別編と題し、YouTubeで配信されることも多い。
- 異文化交流大作戦

日本人レスラーと外国人レスラーの組み合わせでお互いの故郷にまつわる体験をするミッション。ベテランレスラーと若手レスラーという組み合わせでジェネレーションギャップを埋めるパターンもある。
- vsグラドル映画宣伝部

ポニーキャニオン・グラドル映画宣伝部（高崎聖子、倉持由香、鈴木咲。のちに清水みさとが加入）との対決ミッション。2015年に複数行われた。

## 関連商品

### DVD
2017年から「傑作選」として人気企画が随時DVD化することが発表された。発売元はビデオ・パック・ニッポン。販売元はTCエンタテインメント。2017年はテーマ別に分けた5作品。DVD版はタイトルロゴの「DX」部分が「DVD」となっている。
- Vol,1（2017年8月23日発売）スポンサーにDVDをスイーツで丸め込んでこけしを飛ばせ!大作戦
- Vol,2（2017年10月27日発売）宮古島で愛を叫んでプロレス行こうぜ!大作戦
- Vol,3（2017年10月27日発売）XXXクラブに潜入して外道選手をお・も・て・な・して忍術を身につけろ!大作戦
- Vol,4（2017年12月20日発売）秋葉原を駆け抜けて気合を入れて芸術を極めて時をさかのぼれ!大作戦
- Vol,5（2017年12月20日発売）探偵のイロハを学んで楽しめ!大作戦

## スタッフ
- オープニングナレーション：平澤光秀
- タイトルデザイン：本田亨
- 音楽：北村陽之介
- オープニングVTR：大江健二
- 協力：新日本プロレスリング
- 制作協力：東京サウンドプロダクション（旧ビデオ・パック・ニッポン）
- 製作著作：ファイティングTVサムライ